# Asiento
|  | No s'ha de confondre amb Asiento de Negros. |

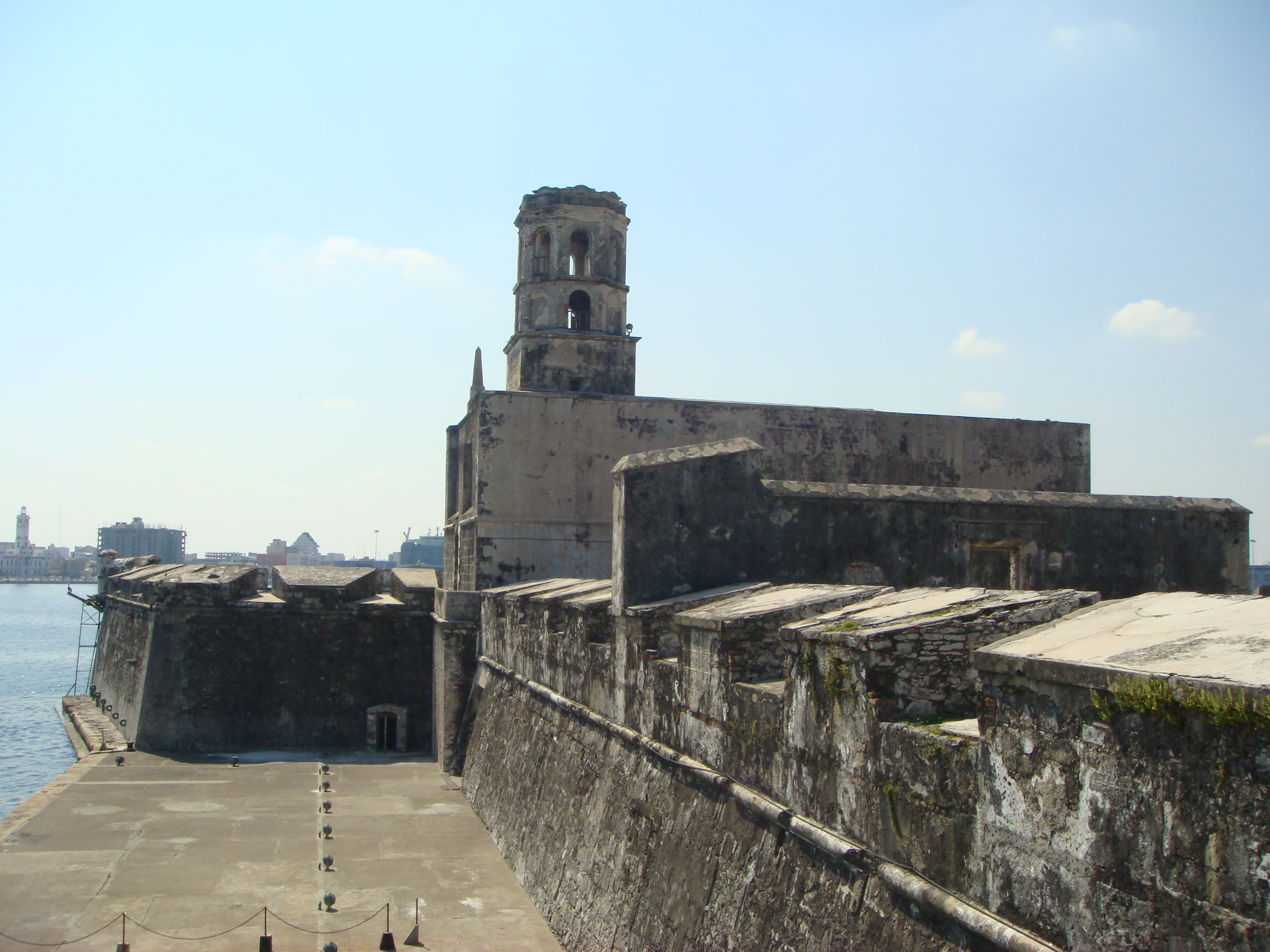
Fortificació espanyola a Veracruz (2008)

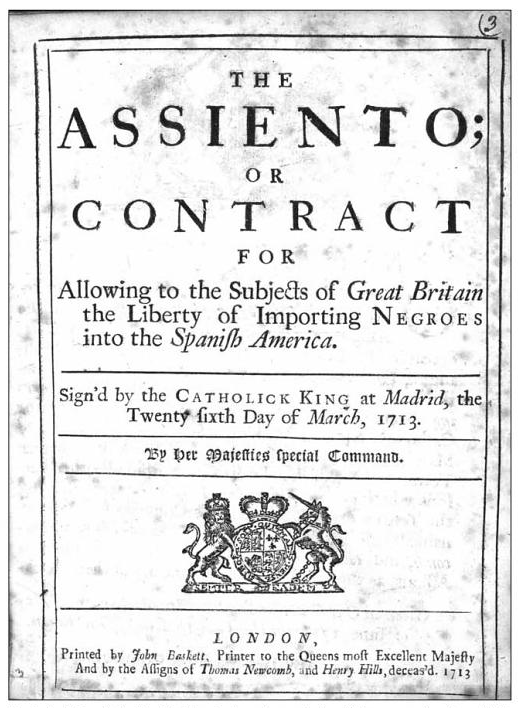
Versió en anglès de l'asiento concedit als anglesos el 1713.

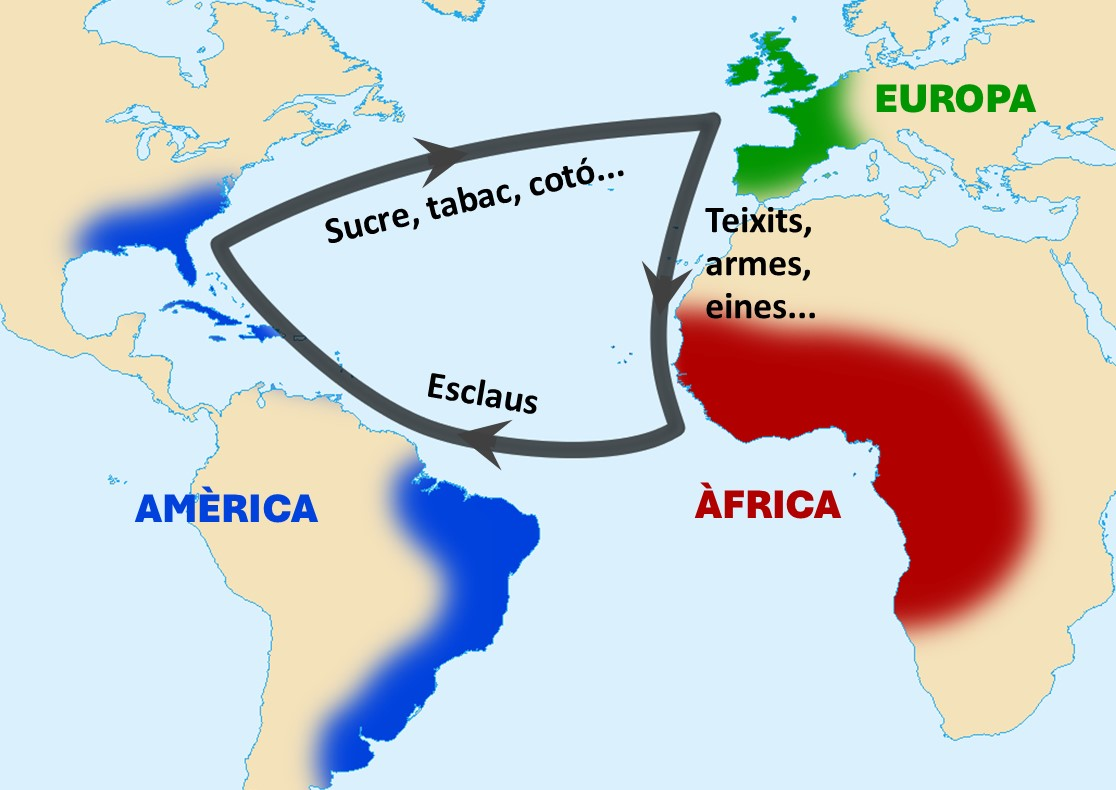
El comerç triangular atlàntic.

En el context de la monarquia hispànica de l'edat moderna, un asiento (del castellà "asiento", "sentar", significant establir) era un contracte entre alguna institució pública i un particular (o una companyia composta de diversos capitalistes), el qual rebia el nom d'assentista.

## Asientoscomuns
En l'àmbit local o quotidià, l'asiento acostumava a ser l'encàrrec d'algun municipi, o altres institucions, a un comerciant per tal que cerqués, adquirís i transportés quantitats importants d'aliments (habitualment gra), o d'altres productes.
En molts casos, en l'àmbit estatal o en economies d'escala, un asiento acabava generant una companyia privilegiada que gaudia de la protecció governamental mitjançant un privilegi especial, que encara que no sempre esdevenia un monopoli total, sí que establia en la majoria un monopoli natural a mans de l'estat.

## Asientoscolonials
Precisament aquests casos sorgien en el comerç atlàntic: Aquests asientos consistien en la concessió del monopoli d'un negoci específic a les colònies americanes, feta per part de la Corona a un conjunt de particulars. Els tipus de negocis d'aquests asientos eren variats: el comerç d'un producte alimentari concret (sucre, cafè, tabac…), el comerç de perles i coralls, l'explotació de mines…

### El comerç d'esclaus
Però el més conegut de tots eren els asientos de negros. Aquest era un monopoli pel qual els assentistes rebien la llicència per comerciar amb persones provinents de l'Àfrica oriental, les quals són de fenotip negre, convertint-les en esclaves. Aquest era un negoci molt lucratiu tant per la Corona com pels mercaders. Es començaren a concedir a partir del 1517 a particulars pràcticament sempre estrangers (inicialment a flamencs i alemanys, després a genovesos i portuguesos). A finals del segle xvi es van començar a concedir en règim de monopoli a una companyia mercantil, i esdevingueren aviat autèntics acords internacionals.
Un exemple famós va ser l'Asiento de Negros, atorgat a l'empresa britànica South Sea Company el 1713, a canvi d'acceptar Felip V com a hereu de la monarquia hispànica. El tractat fixava que Anglaterra tenia el dret de traficar amb 4.800 esclaus negres anuals, durant un període de trenta anys. Tot això a banda del vaixell permès que ja havia estat concedit abans en el Tractat d'Utrecht. Prèviament, el 1701, el novell rei ja havia concedit el monopoli a una companyia francesa, però el seu avi hi va renunciar per tal de finalitzar la Guerra de Successió.
A la segona meitat del segle xviii es va liberalitzar el comerç d'esclaus negres, abolint un monopoli que sovint havia estat més teòric que real: en el Tractat hispanobritànic de Madrid de 1750 la Gran Bretanya va renuciar a l'asiento i al vaixell permès a canvi d'una indemnització de 100.000 lliures.

## Asientosbancaris
Un tipus d'asiento una mica diferent era aquell que, de fet, consistia en un préstec de diners. Els Habsburg van haver de recórrer-hi per tal de pagar la seva costosa política internacional a base de guerres. Els prestadors acostumaren a ser alemanys, flamencs i genovesos. El retorn del deute sovint consistia en l'arrendament al prestador dels impostos castellans, els carregaments que arribaven d'Amèrica, o simplement pagaments en monedes en efectiu.